# Federi, Hunedoara
Federi este un sat în comuna Pui din județul Hunedoara, Transilvania, România.

## Imagini

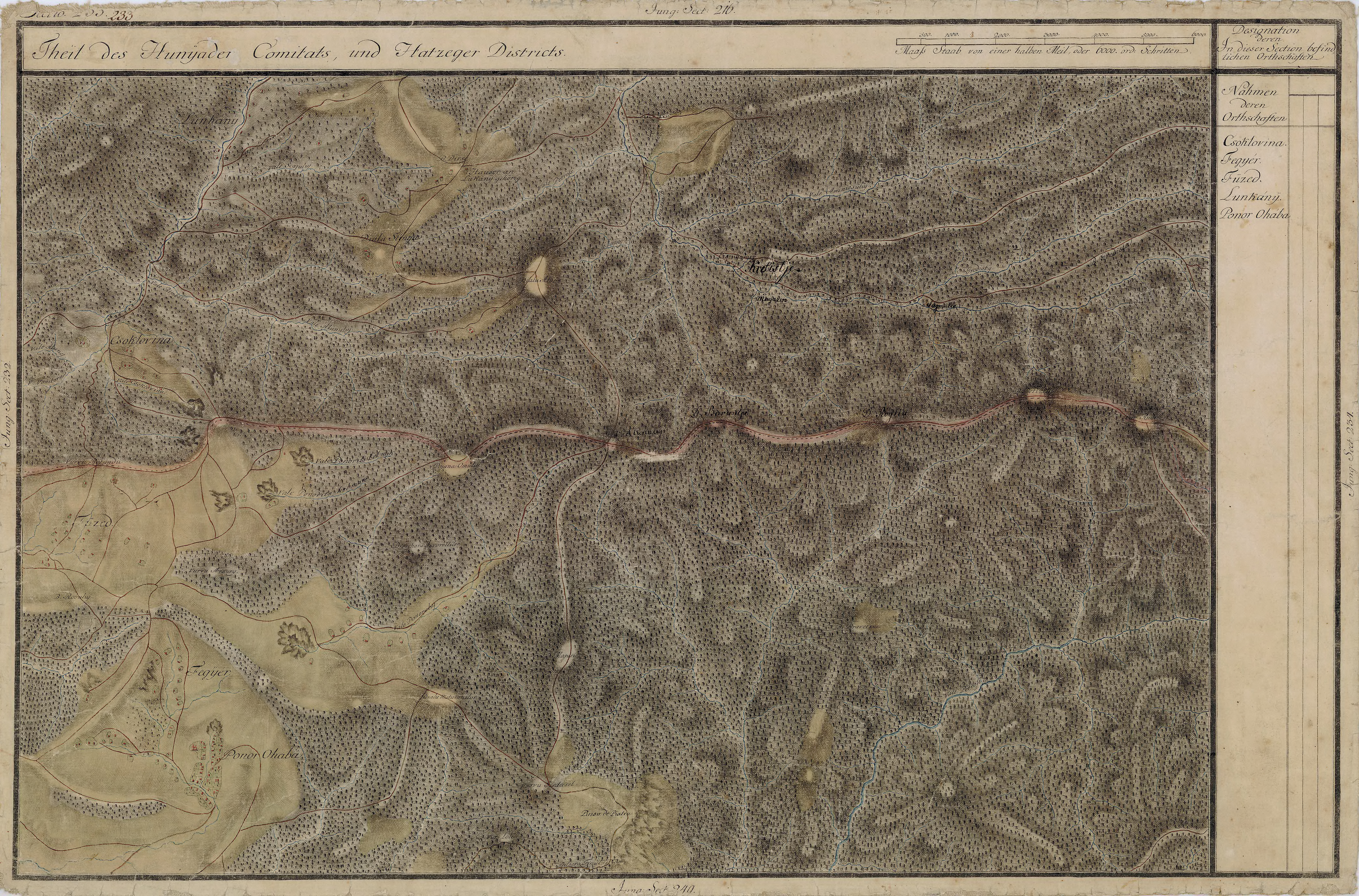
Federi în Harta Iosefină a Transilvaniei, 1769-1773